# Ofensiva de Palmira (2017)
La ofensiva de Palmira (2017) fue una campaña lanzada por el Ejército Árabe Sirio contra las fuerzas del grupo terrorista Estado Islámico (EI) en el este de la Gobernación de Homs en enero de 2017, con el objetivo de recuperar Palmira y sus alrededores. Las fuerzas del EI habían retomado la ciudad de Palmira en una ofensiva sorpresa del 8 al 11 de diciembre, luego de que el gobierno sirio y las fuerzas rusas lo expulsaran de ella. El 2 de marzo de 2017, el Ejército sirio, con refuerzos rusos, volvió a tener éxito, en la recuperación de la asediada ciudad de Palmira.

## Contexto
A mediados de diciembre, Estado Islámico lanzó un asalto a Palmira, y finalmente tomó el control total de la ciudad cuando el Ejército sirio se retiró. Estado Islámico comenzó a avanzar hacia el oeste desde Palmira hasta la Base Aérea Militar de Tiyas (también llamada base aérea de Al-Taifor y T4) después de la captura de la ciudad, y casi la sitió. El 12 de diciembre comenzó su avance hacia el oeste durante la tarde apuntando a los bosques de Al-Bayarat; obligando a la retirada del ejército. Tras la pérdida de Al-Bayarat, el Estado Islámico avanzó hacia el oeste hacia la pequeña aldea de Al-Dawa, atacando al ejército mientras se retiraban a lo largo de la autopista Palmira-Homs.
Los choques continuaron alrededor de la base aérea hasta finales de diciembre, cuando se repelió el asalto del EI. A principios de enero de 2017, se informó que el EI se estaba retirando de las áreas alrededor de la base aérea.

## La ofensiva

Situación en Siria del sur del febrero 6 al 30 de abril.

### Primera fase
El objetivo de la primera fase de la ofensiva del Ejército Árabe Sirio era alcanzar las montañas Jazal y los campos de gas de Al-Mahr, liberar los campos de gas ubicados al oeste y al norte de Palmira, para luego dirigir su atención a la antigua ciudad.
En algún momento entre el 12 y el 13 de enero, el ejército sirio lanzó una contraofensiva. Con apoyo de la RuAF el 800. ° Batallón de la Guardia Republicana tomó las posiciones del Estado Islámico alrededor del Aeropuerto Militar T-4 y el área de Al-Bardah. Al comienzo de la operación, Abu Hafs al-Mashrifi, jefe de seguridad de ISIL en la provincia de Homs, fue asesinado en un ataque de artillería en su sede en el área de Huwaysis. El 14 de enero, el Ejército capturó varios puntos alrededor de la aldea de al-Tayyas, liberó al menos 3 kilómetros de territorio al este de Tiyas y otros 3 kilómetros al norte de la aldea, matando a más de 25 combatientes y destruyendo 4 vehículos blindados, así como áreas cercanas a la base abandonada, avanzando hacia las montañas Jazal. Los militares poco después lanzaron un ataque en las montañas.  Avanzó aún más el 15 de enero, capturando las colinas alrededor de la base aérea y la encrucijada de Jiharal este de la Base Aérea de Tyas y aseguraron el área al sureste de la aldea de Shufria. El EI perdió 15 combatientes, intentando repeler el avance pero se retiró más hacia el este. El EI logró repeler un intento por parte del Ejército de avanzar alrededor de la base aérea el 16 de enero. Llegaron refuerzos y suministros para el ejército sirio, para continuar con la ofensiva. El 19 de enero, con el Estado Islámico atascado en la Gobernación de Deir Ezzor, el Ejército Árabe Sirio (SAA) aprovechó la oportunidad para lanzar otra ofensiva cerca de la antigua ciudad asiria de Quraytayn en el sureste Homs. Respaldado por ataques aéreos rusos, asaltó el campo sur del Aeropuerto Militar T-4, en ruta hacia su avance hacia la aldea de Al-Baridah,  también despejó varios sitios al este de la Estación de Bombeo T-4 y la aldea de Teefor en el este de Homs. El 21 de enero, el Ejército recapturó el área de Jeb al-Murr, además de avanzar alrededor de las colinas de al-Tiyas.
El 25 de enero, el ejército sirio recapturó al-Fawa'ra y avanzó en el área de al-Fawa'ra. El 30 de enero, el ala de medios de Hezbollah declaró que había recobrado Abu Tawwalah y las viviendas cercanas.  El 2 de febrero, el Ejército capturó las áreas de al-Hattaniyyah y al-Marhatan, la recién formada Quinta Legión del Ejército Árabe Sirio, junto con el Grupo Shaheen de las Fuerzas del Tigre y Hezbollah, asaltó el cruce de Jihar al oeste de Palmira, liberando 5 puntos de control y la totalidad del cruce, avanzando a los campos de gas de Hayyan, donde sus unidades ingresaron o después de anular la primera línea de defensa del Estado Islámico. El 4 de febrero, el Ejército recapturó los campos de gas de Hayyan. El 5 de febrero, el Ejército capturó la planta de Asfalto de Majbel, Al-Baydah al Sharqiyah y al-Baydah al-Gharbiyah, Simultáneamente, avanzó hacia el norte del cruce de Jihhar después de asegurar la Compañía Hayyan, imponiendo el control total sobre varias colinas que dominan el campo petrolero de Al-Mahr.. Posteriormente, el EI lanzó un contraataque que provocó fuertes enfrentamientos en las áreas recientemente capturadas por el ejército sirio. El 7 de febrero, el EI comenzó el asalto desde dos flancos alrededor del área de la compañía de gas, incapaz de mantener las posiciones, la 18 División de Tanques del Ejército se vio obligada a retirarse de los campos de gas de Hayyan. El 10 de febrero, la Quinta Legión del Ejército, junto con Hezbollah y la 18 División de Tanques recapturaron las colinas de Hayyan. El 11 de febrero, ISIL recapturó el área de Asfalto de Majbel junto con varios puntos circundantes cerca del cruce de Hajjar, incluyendo las colinas de Hayyan. El 13 de febrero, el Ejército reanudó su ofensiva, atacando al EI e intentó recuperar todas las colinas de Hayyan. Aproximadamente a las 11:15 a. m. (hora de Damasco), el Ejército Árabe Sirio (SAA) estableció el control total sobre los campos de gas de Hayyan. Dirigido por la 5.ª Legión y la 18.ª División de Tanques, el Ejército lanzó el asalto superando la primera línea de defensa a las 10:30 a. m.
El 16 de febrero, dirigido por la 5.ª Legión y la 18.ª División de Tanques, el Ejército ingresó a los campos de gas de Jihar por primera vez en semanas después de haber superado la primera línea de defensa. Mientras tanto, en los campos de gas de Hayyan, las fuerzas del EI pudieron capturar algunos pozos después de que el ataque inicial del Ejército los obligara a huir del sitio de la Compañía de Gas para evitar ser invadidos. Se dieron también combates en los bosques orientales de Al-Bayarat. El mismo día, las fuerzas rusas sufrieron sus primeras bajas, cuando una columna vehicular de la base aérea de Tiyas a Homs fue volada por un IED a control remoto, matando a cuatro soldados rusos e hiriendo a otros dos, incluido el mayor general Pyotr Milyukhin que perdió ambas piernas y un ojo. El 17 de febrero, el Ejército capturó la zona oriental de Bayarat, llegando a 12 kilómetros (7,5 millas) de Palmira. Con la ayuda de las fuerzas aéreas rusas y sirias, la 5.ª Legión y sus aliados lograron imponer el control sobre las granjas de Al-Kalaabiyah; por lo tanto, reafirmando el control sobre los bosques occidentales de Al-Bayarat por segunda vez en 48 horas. Mientras que las fuerzas del Estado Islámico recapturaron algunos puntos cerca de los campos de gas de Hayyan.  Se repelió un contraataque del EI en los campos de gas de Hayyan. El 18 de febrero, la 5.ª Legión, el ejército asaltó el área de Tarfah Al-Gharbiyah, también estableció el control total sobre los campos de gas de Hayyan y empujó al EI a las afueras de las Montañas Jazal, con este avance el Ejército Árabe Sirio se encontraba a 15 km del perímetro occidental de Palmira. Al día siguiente, el ejército atacó los campos petroleros de Jazal y al-Mahr  y capturaron varias de las posiciones finales de ISIL en la parte oriental de Al-Bayarat. El 20 de febrero, se informó de que había capturado a Tarfah al-Sharqiyah, luego avanzó a las granjas de Al-Qadri, obligando al EI a huir hacia las puertas occidentales de Palmira.

### Segunda Fase

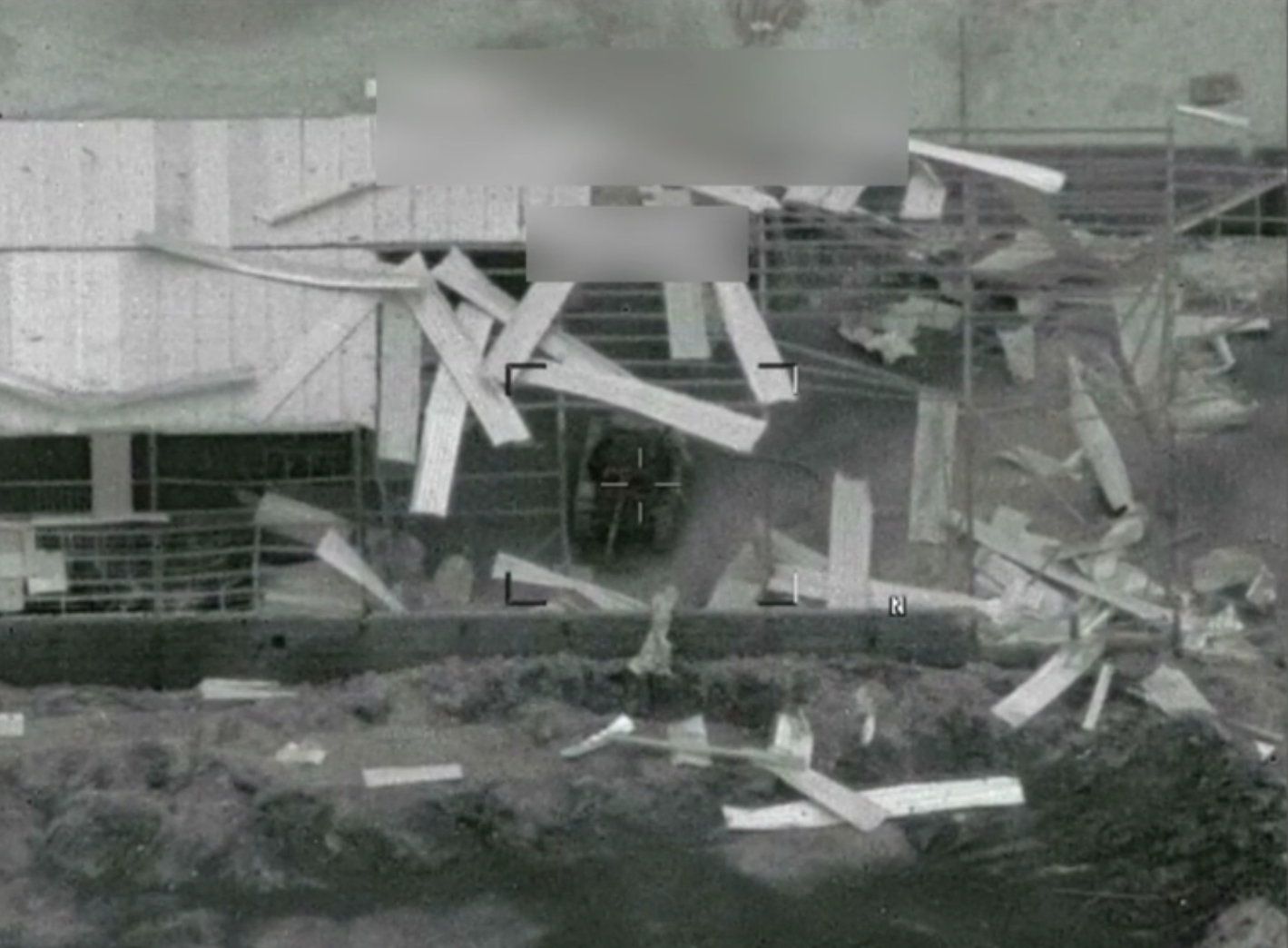
Un tanque de Estado Islámico antes de ser destruido en un bombardeo

La SAA reanudó la ofensiva el 23 de febrero, después de pausarla para reforzar sus posiciones en los campos de gas de Hayyan. El ejército sirio avanzó hacia el área de la Escuela de conducción de Palmira durante el día.  El 24 de febrero, el ejército sirio capturó la torre de comunicaciones de Palmira en la zona oriental de Bayarat, después de una breve batalla con las fuerzas del Estado Islámico en retirada, y llegó a la montaña Jabal Hayyal, dominando Palmira. El 26 de febrero, capturó la colina de Tal SyriaTel, imponiendo control de fuego sobre los campos de gas de Al-Mahr. Más tarde, capturó el punto más alto de Jabbal Hayyal, lo que le dio control de fuego sobre el área del Triángulo de Palmira, así como la parte suroeste de la ciudad. También capturó el área de las canteras al noroeste de la ciudad. Además, también avanzó y capturó las canteras y todos los puntos que dominaban los campos petroleros de Al-Mahr. Al día siguiente, capturó un punto adyacente del monte Hayyal. También capturó la aldea de al-Tamtheel directamente al oeste de Palmira, alcanzando la montaña estratégica de al-Tar. Con apoyo de la RuAF, la SAA avanzó desde Jabbal Hayyal y aseguró el punto adyacente la "colina 900" al suroeste de Palmira. Mientras tanto, la SAA capturó la aldea de Al-Tamtheel al oeste de la ciudad. Sus avances también lo llevaron a 3 kilómetros de Palmira.

### Asalto a la Ciudad
El 1 de marzo el Ejército Árabe Sirio (SAA, por sus siglas en inglés) liberó el Triángulo del Palmira luego de una batalla de dos horas, ubicándolos a 3 km de la antigua ciudad y a menos de 1 km de los huertos. Habiendo liberado el Triángulo de Palmira, el Ejército logró recuperar el castillo de Palmira (Qa’lat Tadmur) después de derrotar a los militantes del EI en la Montaña Al-Tar, al noroeste de Palmira. Mientras tanto, otras unidades del Ejército asaltaron las Áreas de Hoteles, ubicadas al oeste de la ciudad. Tras esto, las tropas sirias entraron en la parte occidental de la ciudad y se escabulleron en varios edificios a pesar de haber sido atacados por francotiradores y posiciones de ametralladoras. Además, el Ejército Árabe Sirio (SAA) avanzó al norte de la ciudad y tomó el control del pueblo de Amiryah junto con el estratégico Jabal al-Tar, una montaña que domina la ciudad . La SAA también tomó varios sitios al suroeste de Palmira, incluyendo el Palacio de Catar.  El mismo día, el ejército sirio y sus aliados respaldados por aviones de combate, ingresaron a la moderna ciudad de Palmira y capturaron la calle al-Motaqadin, luego de capturar las secciones oeste y norte occidental de la ciudad. Al día siguiente, Daesh lanzó un contraataque fallido tras el cual SAA atacó e impuso el control total sobre Jabal al-Tar y el Castillo de Palmira, dejando abierto el corredor oriental de la ciudad para que los militantes de Estado islámico pudieran retirarse sin luchar. Alrededor de la medianoche, el Estado Islámico comenzó a retirarse de Palmira, mientras que yihadistas suicidas permanecían dentro de Palmira para cubrir la retirada. El 2 de marzo, el ejército sirio lanzó el ataque final al amancer recapturando toda la ciudad de Palmira, luego de que el EI se retiró completamente de la ciudad.  Al día siguiente, horas después de la liberación de la ciudad, unidades del Ejército asaltaron la base al este. Después de intensos enfrentamientos, el ejército aseguró el aeropuerto y gran parte de los huertos de la región al sur de la ciudad y lo aseguró completamente el 4 de marzo, luego de que el EI se vio obligado a retirarse a los silos de grano de Palmira al este del aeropuerto. [88].

## Pérdidas
283 militantes del EI, 115 soldados del Ejército sirio y cinco rusos murieron durante la ofensiva según el opositor SOHR, mientras el ejército ruso anunció que más de 1,000 militantes del EI habían sido muertos o heridos y que centenares de sus vehículos fueron destruidos, incluyendo 19 tanques, 37 vehículos de infantería blindada, 98 artillados y más de 100 otros vehículos.

## Consecuencias
El Ejército sirio continuó su avance en las regiones aledañas a Palmira, después de recapturar la ciudad. Para fines de 2017, todas las carreteras que enlazan Damasco con Palmira estuvieron bajo el control del gobierno sirio.